# Heracleum kansuense
Heracleum kansuense är en flockblommig växtart som beskrevs av Friedrich Ludwig Diels. Heracleum kansuense ingår i släktet lokor, och familjen flockblommiga växter. Inga underarter finns listade i Catalogue of Life.